# 富澤氏
富澤氏（とみざわし/とみさわし、異字：富沢氏/冨澤氏/冨沢氏）は日本の氏族・名字・氏・姓。氏族としては葛西氏流、藤原秀郷流、大江氏、丹党などに見られる。戦国期奥州の葛西氏領内に富沢氏という大身者がいて、しばしば反乱をおこした。ほか、近世に武蔵国連光寺村の名主を世襲し富澤家文書を残した富澤家が知られる。
現代の氏姓としては群馬県、東京都、千葉県、埼玉県に多く見られる。発祥地として以下の各地が比定される。
- 群馬県太田市富沢町。南北朝時代に記録のある地名。
- 静岡県裾野市富沢。江戸時代に記録のある地名。群馬県吾妻郡東吾妻町新巻は駿河国富沢からとの伝承があり、その比定地。群馬県吾妻郡中之条町五反田では草分けと伝える。
- 山形県西村山郡大江町富沢。江戸時代に本富沢と呼ばれた地名。鎌倉時代に富沢氏がここに居住していたと伝わる。
- 山形県最上郡最上町富澤。江戸時代に記録のある地名。トミサワと読む。
- 宮城県栗原市栗駒鳥沢。古くは富沢と呼ばれた、南北朝時代に記録のある地名。
- 宮城県柴田郡柴田町富沢。江戸時代に記録のある地名。天正年間（1573年-1592年）頃まで富沢氏がここに居住していたと伝わる。